# Национално знаме на Габон
Националното знаме на Габон е официално прието на 9 август 1960. Цветовете му имат следните значения.
- Зеленото символизира екваториалните гори на страната, чиято дървесина формира основна част от стопанството на Габон.
- Жълтото символизира слънцето, което огрява целогодишно страната и екватора, който преминава през нея.
- Синьото показва връзката на Габон с океана и корабоплаването.